# Budget de l'État français en 2020
Le budget de l'État français pour 2020 fixe les recettes et les dépenses prévues pour l'année 2020.
Alors que le déficit budgétaire était prévu dans le budget initial à un niveau de 93 milliards d'euros, en légère réduction par rapport à 2019, l'année 2020 est marquée dès le mois de mars par l'impact de la pandémie de Covid-19 qui fait doubler la prévision de déficit en quelques semaines. Le déficit constaté finalement est de 178 milliards d'euros.

## Historique
La loi de financement de la sécurité sociale est promulguée le 24 décembre 2019 et la loi de finances le 28 décembre 2019.
La pandémie de Covid-19 a d’importantes conséquences sur le budget de l’État, ainsi une première loi de finances rectificative est promulguée le 23 mars 2020, après deux jours de débat par le Parlement. Une deuxième loi de finances rectificative est promulguée le 25 avril et une troisième le 30 juillet . Les dépenses engendrées concernent, en plus de l’État, l’ensemble des finances publiques, par exemple le chômage partiel est financé en partie par l’assurance chômage et l’achat d’équipements de protection (masques, blouses…) est financée par l’assurance maladie.
La quatrième et dernière loi de finances rectificative est promulguée le 30 novembre.
La Cour des comptes publie son rapport sur le budget en avril 2021. La loi de règlement du budget et d’approbation des comptes est promulguée le 5 août 2021.

## Cadrage des finances publiques
Le déficit public (solde des administrations centrales + administrations de sécurité sociale + administrations publiques locales) et la dette publique font l’objet de trajectoires pluriannuelles et est réactualisé à chaque loi de finances. Le tableau ci dessous trace les différentes prévisions faites au titre de l’année 2020. 
| Date | Prévision du Gouvernement | Prévision du Gouvernement        | Avis HCFP |
| --- | ------------------------- | -------------------------------- | --------- |
| | Variation du PIB          | Montant du Déficit (en % du PIB) |           |
| janvier 2018 (LPFP) | 1,7 %                     | -1,6 %                           | [ 12 ]    |
| avril 2019 (PSTAB 2019-2022 qui acte les mesures décidées pour répondre à l’urgence économique et social)                                          | 1,4 %                     | -2,0 %                           | [ 14 ]    |
| octobre 2019 (LFI 2020) | 1,3 %                     | -2,2 %                           | [ 15 ]    |
| mars 2020 (PLFR1 2020) | -1 %                      | -3,9 %                           | [ 16 ]    |
| avril 2020 (PSTAB 2020 et LFR2 2020 qui intègre les conséquences du Covid-19)                                                                      | -8 %                      | -9 %                             | [ 18 ]    |
| juin 2020 (PLFR3 2020) | -11 %                     | -11,4 %                          | [ 19 ]    |
| septembre 2020 (PLF 2021) | -10 %                     | -10,2 %                          | [ 20 ]    |
| novembre 2020 (PLFR4 2020) | -11 %                     | -11,3 %                          | [ 21 ]    |
| | Réalisation               |                                  |           |
| | -8,3 %                    | -9,2 %                           | [ 22 ]    |
| « PIB » : croissance du produit intérieur brut de la France en % entre 2019 et 2020. « déficit » : déficit public de la France en 2020 en % du PIB |                           |                                  |           |

## Loi de finances initiale
Le budget de l'État (et de l’État seulement), les mesures fiscales et les crédits ouverts sont votés dans la loi de finances.

### Mesures fiscales
Le barèmes de l'impôt sur le revenu est modifié, la première tranche passant de 14 % à 11 %.
La taxe d'habitation est définitivement supprimée par étapes, sur une période allant de 2020 à 2023 :
- en 2020, le dégrèvement, sous conditions de ressources, de TH sur la résidence principale dont bénéficient 80 % des foyers est adapté afin que les contribuables concernés ne paient plus aucune cotisation de TH sur leur résidence principale
- en 2021, le dégrèvement est transformé en exonération totale de TH sur la résidence principale et une nouvelle exonération à hauteur de 30 % est instaurée pour les 20 % de ménages restants.
- en 2022, ce taux d’exonération est porté de 30 % à 65 %.
- à  compter de 2023, la TH sur la résidence principale est définitivement supprimée et la taxe, renommée « taxe d’habitation sur les résidences secondaires et autres locaux meublés non affectés à l’habitation principale » (THRS), ne concerne plus que les résidences secondaires et autres locaux meublés non affectés à l’habitation principale, notamment les locaux meublés occupés par des personnes morales. La taxe sur les locaux vacants (TLV) et la majoration de TH pour les résidences non affectées à l’habitation principale, en zone tendue, ainsi que la TH sur les locaux vacants (THLV), hors zone tendue, sont maintenues.

Les communes reçoivent à compter de 2021 la part de taxe foncière perçue jusqu’alors par les départements et les EPCI, départements et régions sont composés par une fraction de la taxe sur la valeur ajoutée.
Des taxes « à faible rendement » sont supprimées (Taxe sur les activités commerciales saisonnières non salariées, Contribution sur les premières ventes de dispositifs médicaux, Contribution due en raison de l’absence d’information à caractère sanitaire dans les messages publicitaires, taxe sur les produits de vapotage, Redevances sur la production d'électricité au moyen de la géothermie, Droit de sécurité, Taxe sur certaines dépenses de publicité, taxe sur les permis de conduire, Cotisation de solidarité à la charge des producteurs de blé et d'orge).
La prime d'activité est revalorisée de 0,3 %.
La trajectoire, entre 2018 et 2022 de la baisse d’impôt sur les sociétés est infléchie, pour les redevables ayant réalisé un chiffre d'affaires égal ou supérieur à 250 millions d'euros, pour accroître le rendement de cet impôt, compte tenu du contexte budgétaire contraint.

### Chiffres du budget promulgué
|                                                    |                                                                |                                                                                                   |                                                                                                   |                                                                                                   | Ressources | Charges  | Soldes  |  |
| -------------------------------------------------- | -------------------------------------------------------------- | ------------------------------------------------------------------------------------------------- | ------------------------------------------------------------------------------------------------- | ------------------------------------------------------------------------------------------------- | ---------- | -------- | ------- |  |
|                                                    |                                                                |                                                                                                   |                                                                                                   | Recettes fiscales brutes/dépenses brutes (a)                                                      | 433 832    | 478 535  |         |  |
|                                                    |                                                                |                                                                                                   |                                                                                                   | Remboursements et dégrèvements (-b)                                                               | −140 830   | −140 830 |         |  |
|                                                    |                                                                |                                                                                                   | Recettes fiscales nettes/dépenses nettes (c=a-b)                                                  | Recettes fiscales nettes/dépenses nettes (c=a-b)                                                  | 293 001    | 337 704  |         |  |
|                                                    |                                                                |                                                                                                   | Recettes non fiscales (d)                                                                         | Recettes non fiscales (d)                                                                         | 14 364     |          |         |  |
|                                                    |                                                                | Recettes totales nettes/dépenses nettes (e=c+d)                                                   | Recettes totales nettes/dépenses nettes (e=c+d)                                                   | Recettes totales nettes/dépenses nettes (e=c+d)                                                   | 307 366    | 337 704  |         |  |
|                                                    |                                                                | Prélèvements sur recettes au profit des collectivités territoriales et de l'Union européenne (-f) | Prélèvements sur recettes au profit des collectivités territoriales et de l'Union européenne (-f) | Prélèvements sur recettes au profit des collectivités territoriales et de l'Union européenne (-f) | −62 727    |          |         |  |
|                                                    | Budget général (g=e-f)                                         | Budget général (g=e-f)                                                                            | Budget général (g=e-f)                                                                            | Budget général (g=e-f)                                                                            | 244 639    | 337 704  | −93 066 |  |
|                                                    | Évaluation des fonds de concours et crédits correspondants (h) | Évaluation des fonds de concours et crédits correspondants (h)                                    | Évaluation des fonds de concours et crédits correspondants (h)                                    | Évaluation des fonds de concours et crédits correspondants (h)                                    | 6 028      | 6 028    |         |  |
| Budget général y compris fonds de concours (i=g+h) | Budget général y compris fonds de concours (i=g+h)             | Budget général y compris fonds de concours (i=g+h)                                                | Budget général y compris fonds de concours (i=g+h)                                                | Budget général y compris fonds de concours (i=g+h)                                                | 250 667    | 343 732  |         |  |
| Budgets annexes (j)                                | Budgets annexes (j)                                            | Budgets annexes (j)                                                                               | Budgets annexes (j)                                                                               | Budgets annexes (j)                                                                               | 2 324      | 2 327    | −3      |  |
| Comptes spéciaux (k)                               | Comptes spéciaux (k)                                           | Comptes spéciaux (k)                                                                              | Comptes spéciaux (k)                                                                              | Comptes spéciaux (k)                                                                              |            |          | −65     |  |
| Solde général (=g+j+k)                             | Solde général (=g+j+k)                                         | Solde général (=g+j+k)                                                                            | Solde général (=g+j+k)                                                                            | Solde général (=g+j+k)                                                                            |            |          | −93 134 |  |

|                                         |                                                                                   | Évaluation      |
| --------------------------------------- | --------------------------------------------------------------------------------- | --------------- |
|                                         | Impôt sur le revenu                                                               | 94 550 000 000  |
|                                         | Impôt sur les sociétés                                                            | 74 430 768 349  |
|                                         | Taxe intérieure de consommation sur les produits énergétiques                     | 14 530 255 237  |
|                                         | Taxe sur la valeur ajoutée                                                        | 187 102 834 677 |
|                                         | Autres contributions fiscales                                                     | 63 217 852 954  |
| Recettes fiscales                       | Recettes fiscales                                                                 | 433 831 711 217 |
|                                         | Dividendes et recettes assimilées                                                 | 6 104 770 223   |
|                                         | Produits de la vente de biens et services                                         | 1 806 874 180   |
|                                         | Amendes, sanctions pénalités et frais de poursuites                               | 1 552 904 390   |
|                                         | Divers                                                                            | 4 899 724 461   |
| Recettes non fiscales                   | Recettes non fiscales                                                             | 14 364 273 254  |
|                                         | Prélèvements sur les recettes de l’État au profit des collectivités territoriales | −41 246 740 001 |
|                                         | Prélèvement sur les recettes de l’État au profit de l’Union européenne            | −21 480 000 000 |
| Prélèvements sur les recettes de l’État | Prélèvements sur les recettes de l’État                                           | −62 726 740 001 |
| Fonds de concours                       | Fonds de concours                                                                 | 6 028 031 431   |

Les crédits ouverts aux ministres par la loi de finances initiale pour 2020 au titre du budget général sont répartis conformément au tableau suivant.
| Mission                                                   | Montant en euros du crédit de paiement | Ministre disposant des crédits Les missions sont décomposées de plusieurs programmes. Lorsque plusieurs ministres sont indiqués, chacun est responsable d'un programme, au sein de la mission                                                                    |
| --------------------------------------------------------- | -------------------------------------- | --- |
| Action et transformation publique                         | +000434 812 575,                       | Ministre de l'Action et des comptes publics |
| Action extérieure de l'État                               | +002 868 357 179,                      | Ministre de l'Europe et des Affaires étrangères |
| Administration générale et territoriale de l'État         | +003 970 364 789,                      | Ministre de l’Intérieur |
| Agriculture, alimentation, forêt et affaires rurales      | +002 941 821 464,                      | Ministre l'Agriculture et de l'alimentation |
| Aide publique au développement                            | +003 268 358 324,                      | Ministre de l’Économie et des Finances, ministre de l'Europe et des Affaires étrangères |
| Anciens combattants, mémoire et liens avec la nation      | +002 159 910 122,                      | Ministre des Armées, Premier ministre |
| Cohésion des territoires                                  | +015 153 621 889,                      | Ministre de la cohésion des territoires et des relations avec les collectivités territoriales, Premier Ministre |
| Conseil et contrôle de l’État                             | +000704 970 396,                       | Premier ministre |
| Crédits non répartis                                      | +000140 000 000,                       | Ministre de l'Action et des comptes publics |
| Culture                                                   | +002 961 178 255,                      | Ministre de la Culture |
| Défense                                                   | +046 076 465 679,                      | Ministre des Armées |
| Direction de l'action du Gouvernement                     | +000790 950 884,                       | Premier ministre |
| Écologie, développement et mobilité durable               | +013 246 014 340,                      | Ministre de la Transition écologique et solidaire |
| Économie                                                  | +002 357 023 068,                      | Ministre de l’Économie et des Finances |
| Engagements financiers de l’État                          | +038 503 677 315,                      | Ministre de l’Économie et des Finances |
| Enseignement scolaire                                     | +074 014 473 777,                      | Ministre de l’Éducation nationale et de la Jeunesse, ministre de l'Agriculture et de l'alimentation |
| Gestion des finances publiques et des ressources humaines | +010 443 954 277,                      | Ministre de l'Action et des comptes publics |
| Gestion des finances publiques                            | +00 000 000 0000,                      | |
| Immigration, asile et intégration                         | +001 812 344 347,                      | Ministre de l’Intérieur |
| Investissements d'avenir                                  | +002 057 325 000,                      | Premier ministre |
| Justice                                                   | +009 388 907 510,                      | Garde des sceaux, ministre de la Justice |
| Médias, livre et industries culturelles                   | +000586 750 028,                       | Ministre de la Culture |
| Outre-mer                                                 | +002 372 468 247,                      | Ministre des Outre-mer |
| Plan de relance                                           | +00 000 000 0000,                      | |
| Plan d’urgence face à la crise sanitaire                  | +00 000 000 0000,                      | |
| Pouvoirs publics                                          | +000994 455 491,                       | (non géré par le Gouvernement) |
| Recherche et enseignement supérieur                       | +028 663 787 793,                      | Ministre de l'enseignement supérieur, de la recherche et de l'innovation, ministre de la transition écologique et solidaire, ministre de l’Économie et des Finances, ministre des armées, ministre de la culture, ministre de l'agriculture et de l'alimentation |
| Régimes sociaux et de retraite                            | +006 227 529 507,                      | Ministre de la transition écologique et solidaire, ministre de l'action et des comptes publics |
| Relations avec les collectivités territoriales            | +003 468 044 158,                      | Ministre de la cohésion des territoires et des relations avec les collectivités territoriales |
| Remboursements et dégrèvements                            | +140 830 325 376,                      | Ministre de l'Action et des comptes publics |
| Santé                                                     | +001 128 275 111,                      | Ministre des Solidarités et de la Santé |
| Sécurités                                                 | +020 484 752 135,                      | Ministre de l’Intérieur |
| Solidarité, insertion et égalité des chances              | +026 282 147 051,                      | Ministre des Solidarités et de la Santé, Premier ministre |
| Sports, jeunesse et vie associative                       | +001 217 185 999,                      | Ministre des sports, ministre de l’Éducation nationale et de la jeunesse |
| Transformation et fonction publiques                      | +00 000 000 0000,                      | |
| Travail et emploi                                         | +012 984 499 742,                      | Ministre du travail |
| Total                                                     | +478 534 751 828,                      | |

## Loi de financement de la Sécurité sociale
La loi de financement de la Sécurité sociale fixe les prévisions de recettes, les objectifs de dépenses de la Sécurité sociale. Ce n’est pas un budget à proprement parler.

## Lois de finances rectificatives
Quatre lois de finances rectificatives ont été prises. Depuis 1958, seules six années en ont connu autant : 1969, 1975, 1981, 2010, 2011 et 2020.
Les lois de finances ne tracent que les décaissements, mais l’intervention de l’État comprend aussi des soutiens à la trésorerie et au capital des entreprises, et des mesures de garanties de prêts, ce qui explique les montants à plusieurs centaines de milliards d’euros exprimés dans les discours politiques.

### Loi de mars
La loi de finances rectificative de mars estime une diminution de 10 milliards d'euros des recettes fiscales par rapport à l'estimation en loi de finances initiale.
Pour les dépenses, la mission « Plan d’urgence face à la crise sanitaire » est créée, et dotée de 6,25 milliards d'euros décomposés de la manière suivante :
- 5,5  milliards pour le programme «¨Prise en charge du dispositif exceptionnel de chômage partiel à la suite de la crise sanitaire » ;
- 750 millions pour le programme « Fonds de solidarité pour les entreprises à la suite de la crise sanitaire ».

### Loi d'avril
La loi de finances rectificative d'avril estime une diminution de 32 milliards d'euros des recettes fiscales nettes par rapport à l'estimation dans la première loi de finances rectificative.
Pour les dépenses, la mission « Plan d’urgence face à la crise sanitaire » est augmentée de 37,2 milliards d'euros décomposés de la manière suivante :
- 20 milliards pour le programme « Renforcement exceptionnel des participations financières de l'État dans le cadre de la crise sanitaire », nouvellement créé ;
- 11,7 milliard pour le programme « Prise en charge du dispositif exceptionnel de chômage partiel à la suite de la crise sanitaire » ;
- 5,5 milliards pour le programme « Fonds de solidarité pour les entreprises à la suite de la crise sanitaire ».

### Loi de juillet
La loi de finances rectificative de juillet estime une diminution de 23,1 milliards d'euros des recettes fiscales nettes par rapport à l'estimation dans la deuxième loi de finances rectificative. 
Pour les dépenses, celles du budget général sont augmentées de 14,4 milliards d'euros. En particulier, la mission « Plan d’urgence face à la crise sanitaire » est augmentée de 8,9 milliards d'euros décomposés de la manière suivante
- 3,3 milliards pour le programme « Prise en charge du dispositif exceptionnel de chômage partiel à la suite de la crise sanitaire » ;
- 3,9 milliards pour la compensation à la sécurité sociale des exonérations de cotisations ;
- 1,7 milliard pour le programme « Fonds de solidarité pour les entreprises à la suite de la crise sanitaire »[41].

De plus, le solde des comptes spéciaux est dégradé de 2,4 milliards, principalement du fait de l’ouverture de 2 milliards de crédits sur le compte d’avances aux collectivités territoriales.

### Loi de novembre
La loi de finances rectificative de novembre estime une augmentation de 22,0 milliards d'euros des recettes fiscales nettes par rapport à l'estimation dans la troisième loi de finances rectificative. Pour les dépenses, celles du budget général sont augmentées de 18,7 milliards d'euros.

### Chiffres après les lois de finances rectificatives
|      | Dépenses nettes du budget général | Recettes fiscales nettes | Solde |
| ---- | --------------------------------- | ------------------------ | ----- |
| LFI  | 338                               | 293                      | - 93  |
| LFR1 | 344 (+6)                          | 282 (-10)                | -109  |
| LFR2 | 382 (+38)                         | 250 (-32)                | -185  |
| LFR3 | 395 (+13)                         | 227 (-23)                | -225  |
| LFR4 | 413 (+19)                         | 249 (+22)                | -223  |

## Votes du Parlement
Le tableau ci-dessous analyse les scrutins, en première lecture à l’Assemblée nationale, des textes budgétaires.
| Position   | Groupe | Groupe | Groupe | Groupe | Groupe | Groupe | Groupe | Groupe | Non-inscrits | Total |
| Position   | GDR    | LFI    | SOC    | LT     | LREM   | MoDem  | UDI    | LR     | Non-inscrits | Total |
| ---------- | ------ | ------ | ------ | ------ | ------ | ------ | ------ | ------ | ------------ | ----- |
| Position   |        |        |        |        |        |        |        |        | Non-inscrits | Total |
| Pour       | 0      | 0      | 0      | 1      | 295    | 45     | 13     | 0      | 0            | 354   |
| Contre     | 15     | 17     | 29     | 15     | 0      | 1      | 1      | 102    | 11           | 191   |
| Abstention | 0      | 0      | 0      | 2      | 1      | 0      | 12     | 0      | 1            | 16    |
| Non-votant | 0      | 0      | 0      | 0      | 1      | 0      | 0      | 0      | 0            | 1     |

| Position   | Groupe | Groupe | Groupe | Groupe | Groupe | Groupe | Groupe | Groupe | Non-inscrits | Total |
| Position   | GDR    | LFI    | SOC    | LT     | LREM   | MoDem  | UDI    | LR     | Non-inscrits | Total |
| ---------- | ------ | ------ | ------ | ------ | ------ | ------ | ------ | ------ | ------------ | ----- |
| Position   |        |        |        |        |        |        |        |        | Non-inscrits | Total |
| Pour       | 16     | 17     | 30     | 20     | 296    | 46     | 27     | 104    | 20           | 572   |
| Contre     | 0      | 0      | 0      | 0      | 0      | 0      | 0      | 0      | 0            | 0     |
| Abstention | 0      | 0      | 0      | 0      | 0      | 0      | 0      | 0      | 0            | 0     |
| Non-votant | 0      | 0      | 0      | 0      | 1      | 0      | 0      | 0      | 0            | 1     |

| Position   | Groupe | Groupe | Groupe | Groupe | Groupe | Groupe | Groupe | Groupe | Non-inscrits | Total |
| Position   | GDR    | LFI    | SOC    | LT     | LREM   | MoDem  | UDI    | LR     | Non-inscrits | Total |
| ---------- | ------ | ------ | ------ | ------ | ------ | ------ | ------ | ------ | ------------ | ----- |
| Position   |        |        |        |        |        |        |        |        | Non-inscrits | Total |
| Pour       | 0      | 0      | 30     | 14     | 296    | 46     | 27     | 101    | 14           | 528   |
| Contre     | 0      | 17     | 0      | 1      | 0      | 0      | 0      | 0      | 1            | 19    |
| Abstention | 16     | 0      | 0      | 5      | 0      | 0      | 0      | 3      | 3            | 29    |
| Non-votant | 0      | 0      | 0      | 0      | 1      | 0      | 0      | 0      | 0            | 1     |

## Comptes de l'État
Le déficit budgétaire de l'État en exécution est finalement de 178 milliards d'euros, soit 45 milliards d'euros de moins que celui prévu par la quatrième loi de finances rectificative pour 2020.
Selon la  Cour des comptes, qui contrôle l'exécution des lois de finance, les recettes du budget général de l’État en 2020 sont en retrait de 33,7 milliards d’euros par rapport à la prévision de la loi de finances initiale. Cet écart résulte de recettes fiscales moins élevées qu’attendu et d’un accroissement des prélèvements sur recettes.
|                                                    |                                                    |                                                                                                   |                                                                                                   |                                                                                                   | Recettes | Dépenses | Soldes   |  |
| -------------------------------------------------- | -------------------------------------------------- | ------------------------------------------------------------------------------------------------- | ------------------------------------------------------------------------------------------------- | ------------------------------------------------------------------------------------------------- | -------- | -------- | -------- |  |
|                                                    |                                                    |                                                                                                   |                                                                                                   | Recettes fiscales brutes/dépenses brutes (a)                                                      | 406 974  | 532 780  |          |  |
|                                                    |                                                    |                                                                                                   |                                                                                                   | Remboursements et dégrèvements (-b)                                                               | −151 021 | −151 021 |          |  |
|                                                    |                                                    |                                                                                                   | Recettes fiscales nettes/dépenses nettes (c=a-b)                                                  | Recettes fiscales nettes/dépenses nettes (c=a-b)                                                  | 255 953  | 381 759  |          |  |
|                                                    |                                                    |                                                                                                   | Recettes non fiscales (d)                                                                         | Recettes non fiscales (d)                                                                         | 14 768   |          |          |  |
|                                                    |                                                    | Recettes totales nettes/dépenses nettes (e=c+d)                                                   | Recettes totales nettes/dépenses nettes (e=c+d)                                                   | Recettes totales nettes/dépenses nettes (e=c+d)                                                   | 270 721  | 381 759  |          |  |
|                                                    |                                                    | Prélèvements sur recettes au profit des collectivités territoriales et de l'Union européenne (-f) | Prélèvements sur recettes au profit des collectivités territoriales et de l'Union européenne (-f) | Prélèvements sur recettes au profit des collectivités territoriales et de l'Union européenne (-f) | 65 690   |          |          |  |
|                                                    | Budget général (g=e-f)                             | Budget général (g=e-f)                                                                            | Budget général (g=e-f)                                                                            | Budget général (g=e-f)                                                                            | 205 031  | 381 759  |          |  |
|                                                    | Fonds de concours (h)                              | Fonds de concours (h)                                                                             | Fonds de concours (h)                                                                             | Fonds de concours (h)                                                                             | 11 968   | 7 918    |          |  |
| Budget général y compris fonds de concours (i=g+h) | Budget général y compris fonds de concours (i=g+h) | Budget général y compris fonds de concours (i=g+h)                                                | Budget général y compris fonds de concours (i=g+h)                                                | Budget général y compris fonds de concours (i=g+h)                                                | 216 999  | 389 677  | −172 678 |  |
| Budgets annexes (j)                                | Budgets annexes (j)                                | Budgets annexes (j)                                                                               | Budgets annexes (j)                                                                               | Budgets annexes (j)                                                                               | 2 255    | 2 223    | 31       |  |
| Comptes spéciaux (k)                               | Comptes spéciaux (k)                               | Comptes spéciaux (k)                                                                              | Comptes spéciaux (k)                                                                              | Comptes spéciaux (k)                                                                              |          |          | −5 420   |  |
| Solde général (=i+j+k)                             | Solde général (=i+j+k)                             | Solde général (=i+j+k)                                                                            | Solde général (=i+j+k)                                                                            | Solde général (=i+j+k)                                                                            |          |          | −178 067 |  |